# Марта, Марси Мэй, Марлен
«Ма́рта, Ма́рси Мэй, Марле́н» (англ. Martha Marcy May Marlene) — американский независимый психологический фильм, премьера которого состоялась 21 января 2011 года в рамках кинофестиваля «Сандэнс». Главные роли исполнили Элизабет Олсен, Сара Полсон, Джон Хоукс и Хью Дэнси.

## Сюжет
В центре сюжета Марта (Элизабет Олсен), молодая женщина, которая сбегает из секты и от её лидера Патрика (Джон Хоукс) и приезжает к своей старшей сестре Люси (Сара Полсон). Постепенно она начинает осваиваться жить у своей сестры, однако у неё развивается паранойя, из-за которой она думает, что Патрик и секта наблюдают за каждым её шагом.

## В ролях
- Элизабет Олсен — Марта
- Джон Хоукс — Патрик
- Сара Полсон — Люси
- Хью Дэнси — Тед
- Брэди Корбет — Уоттс
- Кристофер Эбботт — Макс
- Мария Диззия — Кэти

## Реакция

### Приём критиков
Фильм был встречен с благоприятными отзывами от критиков. В настоящее время он имеет 89 из 100 на Rotten Tomatoes, на основе 134 критических отзывов (119 положительных, 15 отрицательных). На Metacritic фильм имеет рейтинг 76 из 100, что говорит о всеобщих благоприятных отзывах.

### Награды и номинации
Фильм был удостоен премии «Сандэнс» за лучшую режиссуру. Олсен номинирована на «Независимый дух» за лучшую женскую роль, а также выиграла и получила номинации на ещё несколько наград на различных фестивалях.